# Čučma
Čučma (in ungherese Csucsom) è un comune della Slovacchia facente parte del distretto di Rožňava, nella regione di Košice.